# A veszedelmes lány
A veszedelmes lány (Gribouille) 1937-ben bemutatott fekete–fehér francia játékfilm Marc Allégret rendezésében. 
Magyarországon 1939. október 31-én mutatták be.

## Cselekménye
A párizsi esküdtszék előtt zajlik a szeretője meggyilkolásával vádolt Natalie Roguin tárgyalása. A lányt Marinier autógyáros fia szerelmével üldözte és egy féltékenységi jelenet közben revolverével véletlenül önmagát halálra sebezte. Camille Morestan, az egyik esküdt meg van győződve a lány ártatlanságáról és másokat is sikerül meggyőznie. Kiderül az igazság, a lányt felmentik a gyilkosság vádja alól. Camille Morestan a támasz és munka nélkül álló Natalie-t mint egy régi barátjának lányát családja körébe viszi. A családi béke felborul, a lány jelenléte egyre gyanúsabbá válik, Morestan-nak nehezére esik hazudnia. Fia titokban ott volt a tárgyaláson, így tudja, hogy apja kit hozott a házhoz, és beleszeret lányba. Egy alkalommal kihallgatja apja és Natalie beszélgetését, boldogan jön rá, hogy apját „csupán” a részvét fűzi a lányhoz. Natalie a furcsa helyzet miatt el akarja hagyni a családot, a fiú is vele szökne, ám végül  minden jóra fordul, és újra helyreáll a családi béke. 

## Szereplők
- Raimu – Camille Morestan
- Michèle Morgan – Natalie Roguin
- Gilbert Gil – Claude Morestan
- Jean Worms – bíró
- Carette – Lurette
- Marcel André – vezető ügyvéd
- Jacques Grétillat – védőügyvéd
- Jacques Baumer – Marinier
- Andrex – Robert
- René Bergeron – Kuhlmann
- Jeanne Provost – Louise Morestan
- André Siméon – Guérin
- Nicolas Rimsky – taxisfőr
- Jacqueline Pacaud – Françoise Morestan
- Jenny Carol
- Bernard Blier
- Pauline Carton – a másik Natalie Roguin
- Lyne Clevers – Claudette Morel
- Oléo – Henriette Clovisse
- René Génin
- Pierre Labry
- Roger Caccia
- Geo Lecomte